# ورثينج
ورثينج (داكوتا الجنوبية) (بالإنجليزية: Worthing, South Dakota)‏ هي مدينة تقع في الولايات المتحدة في مقاطعة لينكون، داكوتا الجنوبية.  يقدر عدد سكانها بـ 877 نسمة ومساحتها 1.45 كم2  وترتفع عن سطح البحر 415 متر.